# Antoni Casasampere i Ferrés
Antoni Casasampere i Ferrés (Sant Vicenç dels Horts, Baix Llobregat, 1 de gener de 1922 - 15 d'octubre de 2012) fou un compositor català.
Estudià contrapunt, harmonia, fuga, composició i formes musicals a l'Conservatori Municipal de Música de Barcelona. Intèrpret de violí, clarinet, saxo i, ocasionalment, de piano. Destacà en el camp musical com a director, arranjador i instrumentista de l'orquestra local Poker's que actuà amb èxit a la comarca. Després passà a dirigir la coral El Llessarní, de Sant Vicenç dels Horts, durant cinquanta anys. Durant 9 anys fou també director de la coral La Moderna del Poblenou, de Barcelona. És autor d'una seixantena de sardanes, ballables, cançons, marxes i 6 himnes.
El 1969 fou reconegut com a fill predilecte de Sant Vicenç. El 1983, La Vicentina el va nomenar soci d'honor. El 2001 va guanyar el premi de Reconeixement Cultural del Baix Llobregat a la categoria de música, el Joan Cererols i Fornells, un reconeixement atorgat pel Centre d'Estudis Comarcals a proposta de ciutadans i entitats. Organitzat per la Societat Coral El Llessamí, el 2013 es portaren a terme un Cicle de Concerts de Veus "Memorial Antoni Casasampere i Ferrés".